# پژواک (فیلم ۲۰۰۳)
«پژواک» (انگلیسی: Echo (2003 film)) یک فیلم است که در سال ۲۰۰۳ منتشر شد.